# Depo Provera
Depo-Provera é produto de contracepção que é injetado intramuscular a cada 1 mês na forma 50mg/ml ou a cada 3 meses na forma 150mg/ml. É um nome comercial para a formulação de depósito do  acetato de medroxiprogesterona produzido pela Pfizer Inc.Impede a ovulação e a nidação através de alterações causadas à espessura do endométrio.